# Otpor
Otpor (em sérvio:  Отпор!, transl., Resistência! estilizado como Otpor!) foi uma organização política na Sérvia (então parte da RF da Iugoslávia) de 1998 a 2004.  No período inicial de 1998 a 2000, Otpor começou como um grupo de protesto cívico, eventualmente se transformando em um movimento, que adotou o título Narodni pokret (Movimento do Povo), contra as políticas das autoridades sérvias que estavam sob a influência de Slobodan Milošević que na época era presidente da Iugoslávia. Após a queda de Milošević em outubro de 2000, Otpor tornou-se uma organização de vigilância política que monitora as atividades do período pós-Milošević da coalizão do DOS. Finalmente, durante o outono de 2003, Otpor tornou-se brevemente um partido político que, devido ao seu fracasso em ultrapassar o limite de 5% necessário para conseguir cadeiras no parlamento sérvio, logo se fundiu com outro partido.
Fundada e mais conhecida como uma organização que emprega uma luta não-violenta como um curso de ação contra as autoridades sérvias controladas por Milošević, Otpor se transformou em um movimento juvenil cívico cuja atividade culminou em 5 de outubro de 2000 com a derrubada de Milošević.  No decorrer de uma luta não-violenta de dois anos contra Milošević, o Otpor se espalhou pela Sérvia, atraindo em seu apogeu mais de 70.000 apoiadores que foram creditados por seu papel na derrubada de 5 de outubro. Após a derrubada, Otpor lançou campanhas para responsabilizar o novo governo, pressionando por reformas democráticas e combatendo a corrupção, além de insistir na cooperação com o Tribunal Penal Internacional (TPIJ) em Haia.  Logo após as eleições de 2003, Otpor fundiu-se no Partido Democrata (DS) em setembro de 2004.

## Atividade inicial
Otpor foi formado em Belgrado em 10 de outubro de 1998, em resposta a uma legislação controversa na Sérvia - a lei da universidade - introduzida no início daquele ano pelo governo sérvio sob o primeiro ministro Mirko Marjanović. Além disso, dias antes de Otpor ser anunciado, o governo introduziu um decreto (uredba) descrevendo medidas especiais após a ameaça de bombardeio da OTAN.  Citando o decreto, em 14 de outubro de 1998, o Ministério da Informação do governo liderado por Aleksandar Vučić proibiu a publicação de Dnevni telegraf, Danas e Naša borba, três diários de Belgrado que criticavam o governo em vários graus.
O grupo recém-formado chamado Otpor consistia principalmente de membros do Demokratska omladina (ala juvenil do Partido Democrata), ativistas das várias ONGs que operavam na Sérvia e estudantes das duas universidades públicas de Belgrado - Universidade de Belgrado e Universidade de Artes.  Ele rapidamente cresceu de um pequeno grupo para uma rede de jovens de mentalidade política semelhante, muitos dos quais já eram veteranos de manifestações anti-Milošević, como os protestos de 1996-97 e o protesto de 9 de março de 1991.  Com a oposição política na Sérvia em desordem, Otpor decidiu construir um amplo movimento político, em vez de uma ONG ou partido político tradicional. Frustrado com os líderes da oposição protegendo seus estreitos interesses pessoais e partidários, que muitas vezes degeneraram em disputas internas, o grupo também decidiu que "não há líderes".
Desde o início, a Otpor definiu seus objetivos e métodos, incluindo uma descrição do que considerava os principais problemas do país, na "Declaração do Futuro da Sérvia". A declaração foi assinada e apoiada por todas as organizações estudantis de destaque na Sérvia. Foi criado um órgão consultivo e seus membros se tornaram os principais promotores da declaração.
Inicialmente, as atividades de Otpor eram limitadas à Universidade de Belgrado. Num esforço para reunir novas energias apartidárias, para não mencionar que é mais difícil para a mídia estatal desacreditá-las e difama-las como apenas mais um grupo político da oposição, Otpor evitou divulgar seus laços com o Partido Democrata (DS), mesmo que as duas organizações tenham políticas semelhantes. objetivos e compartilhou muitos dos mesmos membros.  No início, eles concordaram que o símbolo da organização era o punho cerrado. O jovem designer Nenad "Duda" Petrović criou o logotipo.

### A prisão de quatro estudantes

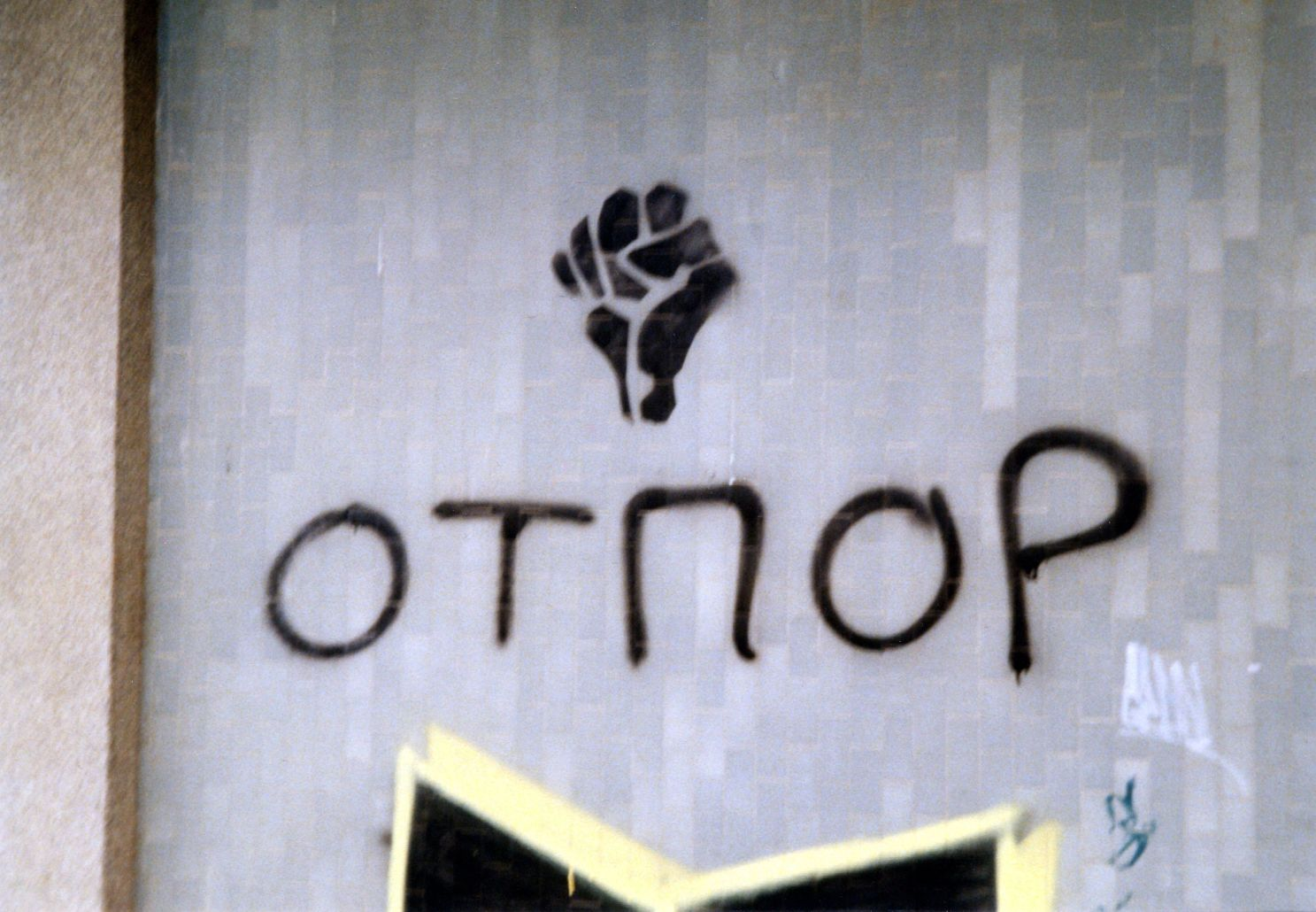
Logotipo da OTPOR perto da Universidade de Novi Sad, Sérvia, 2001

A reação imediata das autoridades ao aparecimento de Otpor foi extremamente pesada, mesmo antes do movimento realizar qualquer reunião pública. Nas primeiras horas da manhã de quarta-feira, 4 de novembro de 1998, quatro estudantes - Teodora Tabački, (22 anos, matriculada na Faculdade de Filosofia da Universidade de Belgrado), Marina Glišić (22, Faculdade de Filosofia), Dragana Milinković (22, Faculdade de Filologia) e Nikola Vasiljević (19, FDU da Universidade das Artes) - foram presos por pichar com tinta spray o símbolo do punho cerrado na fachada do prédio da Faculdade de Matemática da Universidade de Belgrado. Mais tarde, no mesmo dia, depois de ter sido intimidado a assinar uma declaração conjunta de culpa pré-datilografada, os quatro estudantes foram levados a um juiz de contravenção que lhes deu uma sentença de 10 dias de prisão.  Em sua explicação da sentença, o juiz Željko Muniža citou que "com seu comportamento descarado e imprudente, os quatro estudantes colocaram em risco a calma dos cidadãos e perturbaram a ordem pública". Em 5 de novembro, os representantes legais dos estudantes - Nikola Barović, Branko Pavlović e Dušan Stojković - apelaram das respectivas sentenças, citando "uso indevido do processo de contravenção e da lei de contravenção, além da subseqüente sanção escandalosa". Um dia depois, o conselho de contravenção rejeitou o recurso como infundado.
O caso gerou alguma reação pública com o professor da Faculdade de Engenharia Elétrica da Universidade de Belgrado e o membro do Otpor, Srbijanka Turajlić, chamando as frases de "inapropriadas" e repreendendo ainda mais o reitor da Universidade de Belgrado, Jagoš Purić, e também o reitor da Universidade de Artes Radmila Bakočević por "não reagir publicamente"  ao ver seus próprios alunos sendo presos na rua e levados para a cadeia.

### Multado por publicar um anúncio da Otpor
A organização ganhou maior destaque quando o Dnevni telegraf (tabloide diário de propriedade e editado por Slavko Îuruvija) apareceu em 7 de novembro nas bancas com o anúncio de Otpor com o símbolo do punho fechado na primeira página. O jornal havia sido banido anteriormente por "espalhar o derrotismo ao publicar manchetes subversivas", uma punição aplicada sob o novo controverso decreto do governo. E embora a proibição tenha sido suspensa dentro de uma semana, uma vez que o decreto foi posto em vigor apenas para ser substituído pela nova lei da informação, o hiato de publicação da Dnevni telegraf continuou além da proibição, e a edição de 7 de novembro foi seu retorno às bancas.  Vendo o anúncio de Otpor na primeira página, as autoridades reagiram rapidamente, levando Ćuruvija e seus colaboradores a tribunal dentro de dias por meio de uma queixa de cidadão privado e entregando-lhes outra multa draconiana de acordo com a lei da informação, desta vez levando a mudança do jornal para Podgorica .

### Camiseta Otpor no MTV Europe Awards

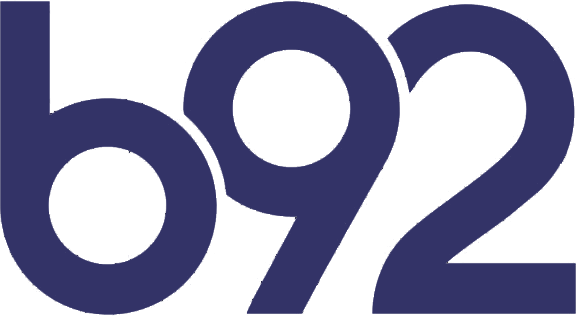
Logotipo do RTV B92

Vários dias depois, na quinta-feira, 12 de novembro, ocorreu outra exposição pública de Otpor - desta vez na cerimônia do MTV Europe Music Awards de 1998 em Assago, perto de Milão, onde a Rádio B92 recebeu o prêmio Free Your Mind.  Aceitando o prêmio apresentado por Michael Stipe, Peter Buck e Mike Mills, da R.E.M. durante a transmissão ao vivo, o chefe do B92, Veran Matić, apareceu no palco com uma camiseta do Otpor com a inscrição "Живи Отпор!" acima do logotipo do punho fechado e "Live the Resistance" abaixo. Em seu discurso de aceitação, proferido em sérvio, Matić mencionou explicitamente os quatro estudantes que foram presos e sentenciados na semana anterior.  A cerimônia de premiação foi transmitida ao vivo na Sérvia pela TV Košava, uma estação pertencente à época pela filha de Milošević, Marija. No entanto, quando chegou a hora do prêmio Free Your Mind ser entregue na transmissão ao vivo, apenas a introdução inicial por R.E.M. e parte do vídeo pré-gravado que acompanha a Rádio B92 foi exibida antes de abruptamente ser cortada para um extenso bloco de comerciais.
O primeiro encontro significativo de Otpor ocorreu no sábado, 14 de novembro, na Faculdade de Engenharia Elétrica da Universidade de Belgrado - mais de mil estudantes marcharam pela cidade até a Faculdade de Filologia, onde vários estudantes estavam trancados dentro do prédio, conforme as autoridades queriam impedir que eles de se juntassem ao protesto. O líder de Otpor, Srđa Popović (também membro do Partido Democrata) foi preso naquele dia e depois libertado por intervenção da Anistia Internacional, depois de ficar detido por 8 horas.
No final de novembro, as idéias de Otpor chegaram a Novi Sad, a segunda cidade da Sérvia, com o primeiro grafite aparecendo em prédios da cidade.
Durante os ataques aéreos da OTAN contra a Iugoslávia em 1999 em relação à Guerra do Kosovo, Otpor cessou suas atividades. Após o bombardeio da OTAN, a organização iniciou uma campanha política voltada diretamente contra o presidente da Iugoslávia, Slobodan Milošević. Isso resultou na repressão policial nacional contra ativistas de Otpor, durante a qual quase 2.000 foram presos, alguns espancados.

## De uma organização para um movimento

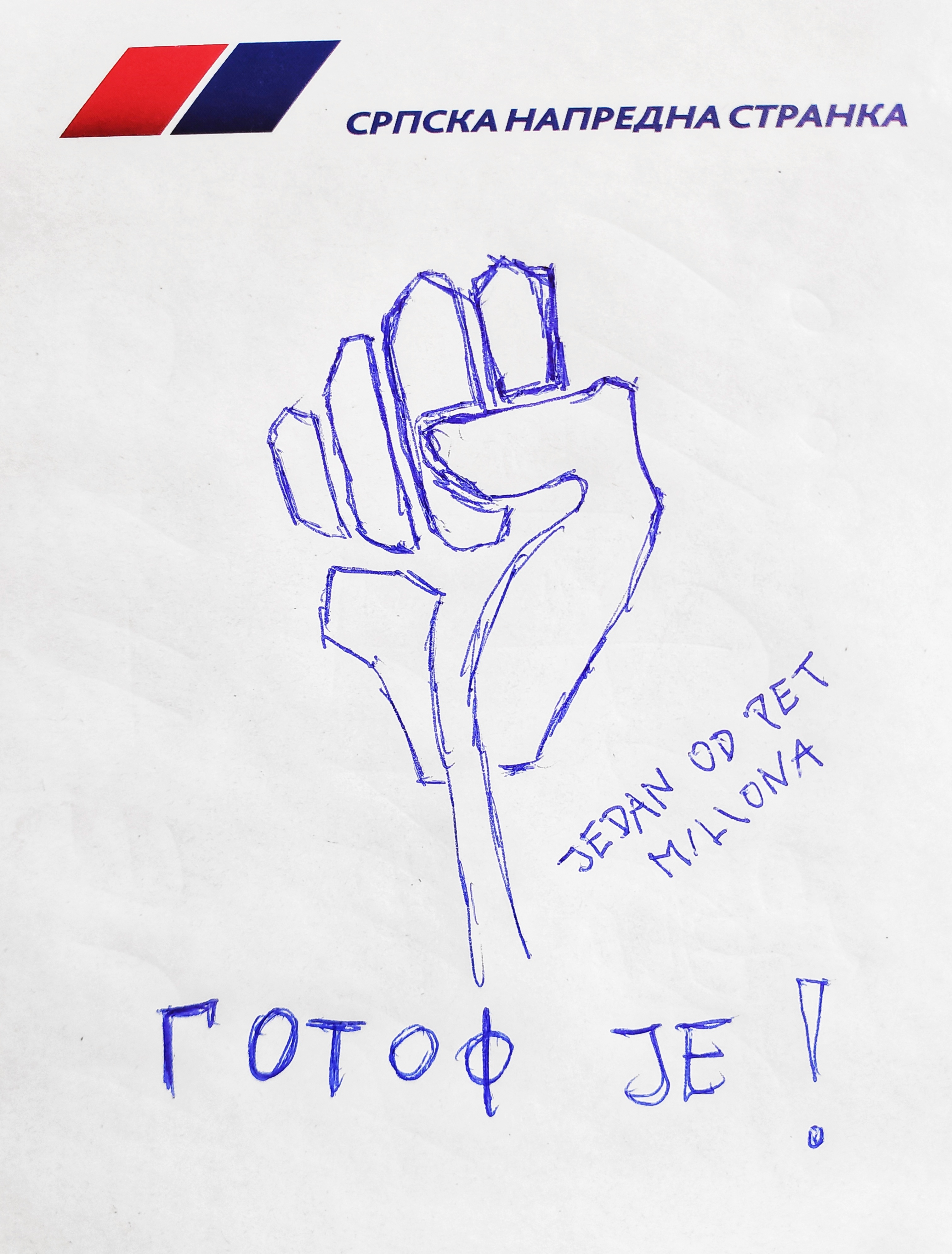
Sérvio: um em cada cinco milhões

Otpor conseguiu reunir os partidos da oposição e mobilizar a população da Sérvia contra Milošević. A organização enfatizou a importância de mobilizar a população para votar, mas também promoveu "resistência individual" (ou seja, métodos não violentos de desobediência cívica para combater possíveis fraudes eleitorais). Essa estratégia foi lentamente adotada pelos partidos da oposição nos próximos meses.
A estratégia foi baseada em duas suposições:
1. A oposição deve estar unida em torno de um candidato à presidência para obter mais votos do que Milošević; e
2. Milošević nunca aceitaria a derrota nas eleições (e ele falsificaria as cédulas e até usaria a força para defender seu poder).[28]

No outono de 1999 e início de 2000, os partidos políticos da oposição sérvia, principalmente o Partido Democrata e o Movimento de Renovação Sérvio (SPO), perceberam o poder dos métodos de Otpor e a ressonância de sua mensagem com os jovens. Assim começou a batalha pelo controle da Otpor entre DS e SPO. Como os dois partidos já tinham um número significativo de membros da ala juvenil em Otpor, essa tendência continuou em larga escala com o DS e a SPO (e também com outros partidos da oposição) instruindo seus diretórios locais em toda a Sérvia a recrutarem os jovens do partido para Otpor em massa. Como resultado, a filiação à Otpor aumentou para dezenas de milhares.
A mensagem unificada de Otpor e a diversidade de membros se mostraram muito mais atraentes para jovens ativistas do que os partidos da oposição profundamente divididos da época.  Embora tivessem encontrado um terreno comum em Otpor, os partidos da oposição separados ainda relutavam em cooperar entre si.  O grande desafio de Otpor foi reunir esses grupos divididos em preparação para a campanha eleitoral de 2000. Em vez de usar métodos antigos de "trazer todos para a mesa e, em seguida, tentar chegar a uma estratégia e objetivo comuns", o grupo principal de fundadores da Otpor se reuniu para encontrar primeiro um único objetivo com o qual todos concordassem: remover Milošević .
Durante a campanha presidencial de setembro de 2000, a Otpor lançou seu "Gotov je" (ele terminou!) e o "Vreme Je!" (Chegou a hora!), Que despertou descontentamento nacional com Milošević e acabou resultando em sua derrota. Alguns estudantes que lideraram Otpor usaram traduções sérvias dos escritos de Gene Sharp sobre ações não-violentas como base teórica para suas campanhas. Otpor tornou-se um dos símbolos definidores da luta anti-Milošević e sua subsequente derrubada. Ao apontar suas atividades para o grupo de abstencionistas jovens e outros eleitores desiludidos, Otpor contribuiu para uma das maiores afluências de todos os tempos nas eleições presidenciais federais de 24 de setembro de 2000, com mais de 4.77 milhões de votos (72% do total do eleitorado). Convencer um grande número do eleitorado tradicional a abandonar Milošević foi outra das áreas em que Otpor desempenhou um papel fundamental. Milošević no passado conseguiu convencer o público de que seus oponentes políticos eram traidores que trabalhavam para interesses estrangeiros, mas no caso de Otpor, a tática saiu pela culatra, já que os espancamentos e prisões de seus membros durante o verão de 2000 apenas cimentaram ainda mais a cimento a decisão de votar contra o governo na mente de muitos eleitores.

## Estratégia e tática
A estratégia da Otpor para conseguir isso era transformar a cultura política foi mudar a consciência política da população sérvia.

### Princípios do movimento
Otpor operava com base em três princípios: unidade, planejamento e disciplina não-violenta.
1. Adote uma abordagem ofensiva
2. Entenda o conceito de "poder em números"[37]
3. Desenvolva uma estratégia de comunicação superior[38]
4. Crie a percepção de um movimento bem-sucedido[39]
5. Invista nas habilidades e no conhecimento dos ativistas[40]
6. Cultivar suporte externo[41]
7. Induzir deserções da força de segurança[41]
8. Resistir à opressão[42][41][nota 1]
9. Use as eleições para desencadear mudanças[43]
10. Permitir uma transição pacífica de poder[44]

### Táticas
Algumas das principais ações estratégicas da campanha de resistência civil incluem:

#### Protesto e persuasão
- Teatro público e atos de rua para zombar de Milošević
- Identidade visual abrangente, pendurando pôsteres e adesivos em áreas amplamente trafegadas
- Comícios, marchas e demonstrações
- Política eleitoral - campanha e construção de coalizões
- Concertos e celebrações culturais
- Distribuição de materiais anti-Milošević
- Uso estratégico da internet, fax e e-mail para organizar e distribuir informações e voluntários
- Comunicação secreta e pública líderes comunitários importantes para cultivar aliados
- Declarações públicas, press releases, petições e discursos
- Distribuição de manuais de treinamento, oficinas frequentes para ativistas

### Não cooperação
- Boicotes e greves de estudantes, artistas, atores e empresários
- Greves gerais
- Deserção de forças de segurança e membros da mídia
- Organização que ocorreu fora do sistema eleitoral
- Monitores eleitorais e sistema de comunicação de resultados de eleições bem organizado

#### Intervenção não violenta
- Bloqueios de rodovias para debilitar a economia e demonstrar poder
- Ocupação de prédios públicos importantes, invasões ocasionais e não violentas desses prédios
- Escavadoras afastando barricadas policiais

## Dissolução de Otpor
Não ficou claro o que aconteceu com Otpor até que ressurgiu na esfera pública logo após a coalizão governista convocou eleições parlamentares em apenas 45 dias. A participação de Otpor nas eleições parlamentares de 2003 se mostrou desastrosa, pois obteve votos suficientes para um único assento no parlamento.
Ex-ativistas que saíram logo após 5 de outubro transmitem um sentimento geral de decepção ou até traição pelo Otpor. Mais de um ex-ativista lembrou a repulsa que sentiu ao ver um ex-membro de Otpor entrando no Partido Progressista Sérvio ou outro apertando a mão do braço direito de Milošević.
O fim oficial de Otpor como órgão ocorreu logo após as eleições, quando Otpor como um todo se fundiu com o Partido Democrata no  início de setembro de 2004, em meio a turbulências internas. De alguma forma, porém, a história de Otpor não acabou. Embora Otpor não possua a imagem intocada que já teve na Sérvia, certamente a manteve no exterior. Uma organização chefiada por ex-líderes da Otpor se dedica a ensinar resistência civil no estilo Otpor a outros países.